# VRC-40
Il Fleet Logistics Support Squadron 40 (VRC-40), noto anche come "Rawhides", è uno squadrone di supporto logistico della flotta della Marina degli Stati Uniti con sede a NS Norfolk.
Attivo dal 1960, è uno degli unici due squadroni logistici della flotta attivi nella Marina, l'altro è il VRC-30.

## Storia
Il Fleet Logistics Support Squadron 40 (VRC-40) venne commissionato il 1º luglio 1960 e ha il compito di fornire servizi di consegna a bordo del vettore (COD) alla seconda, quinta e sesta flotta della Marina degli Stati Uniti. Il VRC-40, ha sede a NS Norfolk, gestisce il Grumman C-2A Greyhound e fa rapporto al Comandante, Airborne Early Warning Wing, U.S. Atlantic Fleet. La manutenzione e il pilotaggio dei 14 aerei dello squadrone è affidato a circa 320 membri del personale arruolato e 42 ufficiali. A differenza della maggior parte degli squadroni, il VRC-40 non si schiera come un'unità. Invece, prepara cinque distaccamenti marini separati con un complemento a due aerei mantenendo a terra "Homeguard" per sostenere gli impegni operativi locali. Con sede in siti logistici remoti, i distaccamenti schierati supportano più gruppi d'attacco di portaerei che operano nella Seconda, Quarta, Quinta e Sesta flotta a bordo di portaerei schierate fornendo supporto continuo alla flotta. 

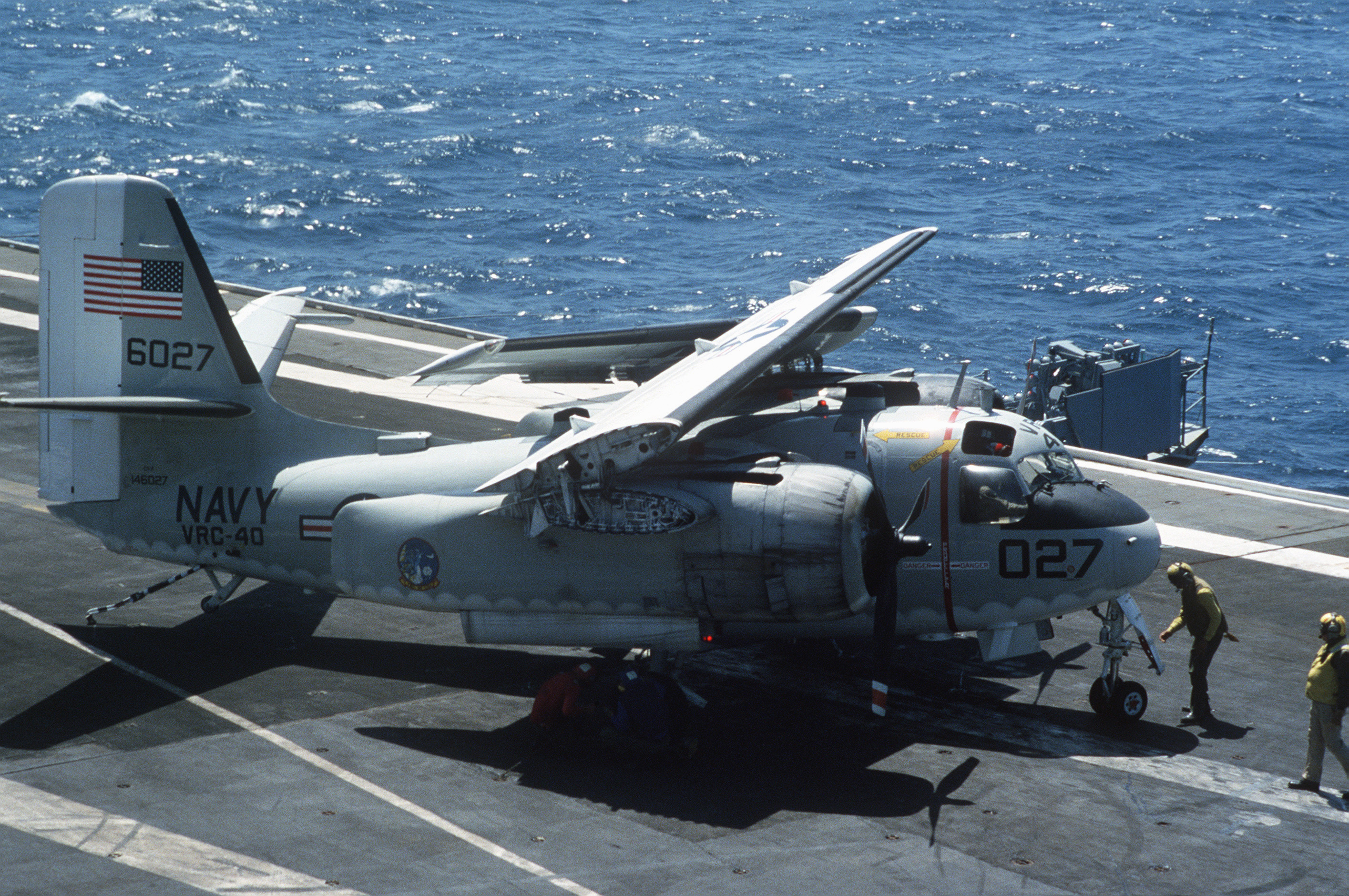
Un C-1 Trader del VRC-40 sulla USS Lexington nel 1985.

Il VRC-40 supporta la flotta dalle navi alle basi fino in Norvegia, lungo la costa orientale e del Golfo, nei Caraibi, nell'America centrale e meridionale e in tutti i teatri del Mediterraneo e del Medio Oriente. Recentemente, il VRC-40 ha svolto un ruolo vitale a sostegno delle missioni di combattimento durante le operazioni Enduring e Iraqi Freedom ed è stato selezionato come vincitore della battaglia "E" del comandante Naval Air Force per l'anno solare 2010.
Dopo aver pilotato l'aereo Grumman C-1A Trader per oltre 26 anni, il VRC-40 completò la transizione al C-2A nel 1986, segnando la fine dell'era dei motori alternativi nella storia dell'aviazione navale. La missione continua del VRC-40 è il trasporto efficiente di passeggeri, posta e merci da e verso i vettori in mare.
Sebbene velocità ed efficienza siano necessarie per completare la missione dello squadrone, la sicurezza è di fondamentale importanza. Tra i molti successi e realizzazioni del VRC-40, il "Rawhides" ha recentemente raggiunto uno dei più alti riconoscimenti nella sicurezza aerea completando con successo 25 anni di volo libero per incidenti di classe "A".
Ogni anno, il VRC-40 trasporta oltre tre milioni di libbre di posta e merci ed effettua oltre 1.000 atterraggi attestati. Gli astronauti Alan Shepard e Scott Carpenter, icone dello sport tra cui Tiger Woods, Dale Earnhardt, numerosi membri del Congresso e del Gabinetto, leader aziendali e intrattenitori come Bruce Willis, Charlie Daniels, Jimmy Buffett, Halle Berry e Robin Williams hanno tutti volato con le "Rawhides".